# Saison de Pipaix
Saison de Pipaix is een Belgisch bier van hoge gisting.
Het bier wordt gebrouwen in Brasserie à Vapeur te Pipaix.
Het is een blond-amberkleurig bier, type saison, met een alcoholpercentage van 6%. Dit bier wordt sinds het ontstaan van de brouwerij in 1785 gebrouwen. De smaak wordt omschreven als droog, normaal gehopt en sterk gekruid.